# Albaniens ytterpunkter
Detta är en lista över Albaniens ytterpunkter, alltså de platser på land som ligger längst norrut, söderut, österut och västerut, samt högst och lägst, i Albanien.

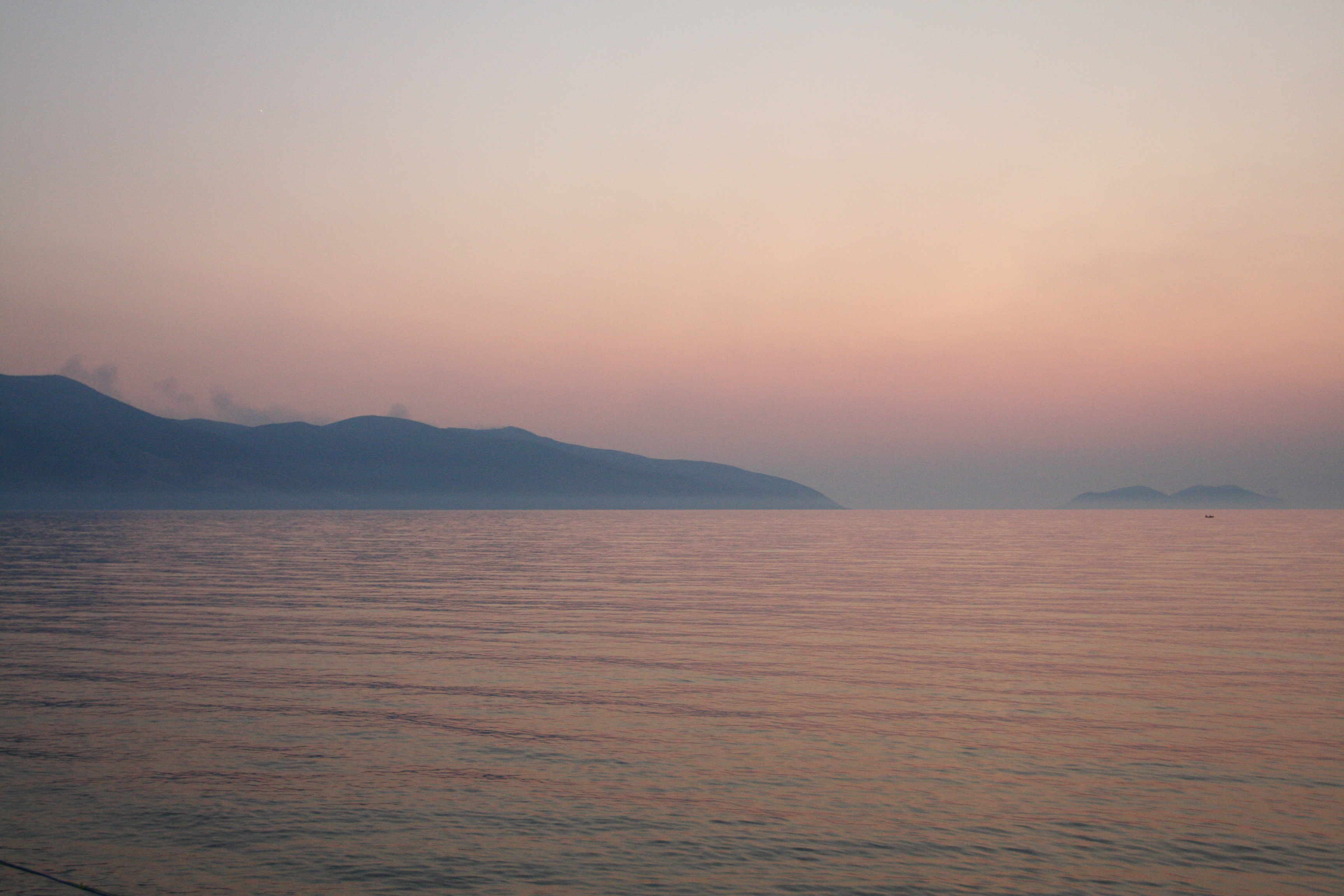
Västligaste punkt, ön Sazan, till höger i bild. Strandbrynet mot Adriatiska havet representerar den lägsta punkten.

## Latitud och longitud
Nordligaste punkt
- Malësi e Madhe (42°39′55″N 19°43′57″Ö / 42.66528°N 19.73250°Ö)

Sydligaste punkt
- Saranda (39°38′54″N 20°12′52″Ö / 39.64833°N 20.21444°Ö)

Västligaste punkt
- Sazan , Vlorë (40°30′35″N 19°16′32″Ö / 40.50972°N 19.27556°Ö)
  - På fastlandet: Vlorë (40°25′33″N 19°18′30″Ö / 40.42583°N 19.30833°Ö)

Östligaste punkt
- Devoll (40°37′52″N 21°4′6″Ö / 40.63111°N 21.06833°Ö)

## Högsta punkt
- Korab, 2764 m ö.h.

## Lägsta punkt
- Adriatiska havet, 0 m ö.h.